# Halmaherahavet
Halmaherahavet er den del af Stillehavet som ligger mellem den indonesiske ø Halmahera og vestspidsen af Ny Guinea. I syd grænser Halmaherahavet mod Seramhavet.
0°20′S 128°50′Ø / 0.33°S 128.83°Ø